# Hưng Hòa, Ulanqab
Hưng Hoà (giản thể: 兴和县; phồn thể: 興和縣; bính âm: Xīnghé Xiàn) là một huyện của địa cấp thị Ulanqab (Ô Lan Sát Bố), khu tự trị Nội Mông Cổ, Trung Quốc.

### Trấn
- Thành Quan (城关镇)
- Trương Cao (张皋镇)
- Tái Ô Tố (赛乌素镇)
- Điếm Tử (店子镇)
- Ngạc Nhĩ Đống (鄂尔栋镇)

### Hương
- Đại Khố Liên (大库联乡)
- Dân tộc Đoàn Kết (民族团结乡)